# Dème de Diakoptó
Le dème de Diakoptó, en grec moderne : Δήμος Διακοπτού / Dímos Diakoptoú, est un village et un ancien dème du district régional d'Achaïe, en Grèce-Occidentale. Depuis 2010, il est fusionné au sein du dème d'Égialée.
Selon le recensement de 2011, la population du dème compte 2 252 habitants tandis que celle du village s'élève à 2 183 habitants.